# 중앙탑중학교
중앙탑중학교(中央塔中學校)는 대한민국 충청북도 충주시 중앙탑면 용전리에 있는 공립 중학교이다.

## 학교 연혁
- 2016년 12월 1일 : 중앙탑중학교 설립 인가
- 2019년 3월 1일 : 초대 송진각 교장 부임
- 2019년 3월 4일 : 2019학년도 제1회 신입생 입학(3학급 66명)
- 2019년 4월 29일 : 중앙탑중학교 개교식
- 2020년 1월 7일 : 제1회 졸업식(27명)
- 2023년 9월 1일 : 제3대 김유미 교장 부임
- 2024년 1월 5일 : 제5회 졸업식(113명) 누계 342명
- 2024년 3월 4일 : 2024학년도 신입생 입학(7학급 190명)

## 참고 자료
- 중앙탑중학교 - 한국교육학술정보원 학교알리미